# Ike Barinholtz
Isaac Barinholtz (Chicago, Illinois, 18 de febrero de 1977) es un actor, guionista y productor estadounidense. Es más conocido por sus papeles protagónicos en las series de comedia "MADtv" (2002-2007), "Eastbound & Down" (Hacia el este y hacia abajo -2012-), "The Mindy Project (El proyecto Mindy -2012–2017-) y Bless the Harts (Bendiga a los Harts -2019–2021-). Coescribió la película de la comedia de acción Inteligencia Central (2016), y dirigió, escribió, produjo y protagonizó la película de la comedia The Oath (El Juramento -2018-).

## Primeros años, familia y educación
Barinholtz nació en el área del parque Rogers de Chicago, Illinois, y fue criado en su barrio de Lake View, hijo de Peggy y Alan Barinholtz, abogado. Su hermano Jon también es actor, jugando al personaje recurrente Marcus en Superstore, y actuó junto con su hermano en The Mindy Project. Barinholtz ha descrito a sus padres como "gente liberal con grandes sentidos de humor" y ha dicho que fue criado en un "hogar muy divertido". Barinholtz es judío.
Asistió a Bernard Zell Anshe Emet Day School, luego a The Latin School of Chicago (La Escuela Latina de Chicago) para la escuela secundaria.
Trabajó en una compañía de telemarketing y como busboy antes de comenzar una carrera en comedia.
Barinholtz asistió a la Universidad de Boston. Después de abandonar la universidad, trabajó para la Autoridad de Tránsito de Chicago antes de comenzar su carrera de comedia. En una entrevista de 2013, dijo que abandonó la escuela porque la odiaba y estaba mal.
En una entrevista telefónica de 2012, Barinholtz dijo que se inspiró a seguir una carrera en comedia después de asistir a un espectáculo de comedia en The Vic Theatre (-El Teatro Vic.-) Después, tomó clases de comedia en The Second City, ImprovOlympic y Annoyance Theatre. Había planeado convertirse en político, pero decidió mudarse a Los Ángeles, California, para ser actor.

## Carrera
Barinholtz pasó dos años en Ámsterdam con el famoso grupo de comedia Boom Chicago, junto con Jordan Peele, Josh Meyers y Nicole Parker. Barinholtz acogió la 'Peor de la Noche del Boom' durante un aniversario de 10 años de la improvisada compañía Boom Chicago, donde realizaron su peor material de espectáculos anteriores.
Ha aparecido en las películas The Adventures of Big Handsome Guy and His Little Friend (Las aventuras del hombre guapo grande y su pequeño amigo (2005)), Love, Fear and Rabbits (Amor, Miedo y Conejos (2005)) y Down (2001). Barinholtz vive actualmente (2021) en Los Ángeles. Barinholtz es un miembro fundador de The Lindbergh Babies, un grupo improvisado dirigido por Del Close, que trabajó con John Belushi, Bill Murray, Mike Myers y Chris Farley.
En 2012, Barinholtz se unió al elenco de la tercera temporada de la serie HBO Eastbound & Down, jugando el papel de Ivan Dochenko, rival ruso de Kenny Powers.
Él estrelló junto a Seth Rogen en la comedia de 2014 vecinos, así como su secuela de 2016. También en 2016, Barinholtz jugó al guardia de prisiones Griggs en la película de DC Comics Oficina de Suicidio.
Barinholtz apareció regularmente como enfermera Morgan Tookers en la serie de comedia The Mindy Project. También era escritor y editor de historias en la serie. También tiene un papel en Friends from College, un original de Netflix.

### MADtv
Barinholtz se unió oficialmente al reparto de MADtv en 2002 como intérprete destacado para la octava temporada. Posteriormente fue ascendido a un estatus de autor repertorio en la siguiente temporada. Barinholtz a menudo se emparejaba con el miembro del reparto Josh Meyers en varios bocetos para la octava y novena temporada similar a los dúos Mike Myers/Dana Carvey y Jimmy Fallon/Horatio Sanz el sábado noche en vivo. Barinholtz también se asoció con el colega Bobby Lee en algunos de sus bocetos en las temporadas posteriores. Algunos de sus personajes famosos incluyen Abercrombie & Fitch modelo holandés y Principal Lankenstein de los bocetos del entrenador Hines.
Barinholtz realiza impresiones de celebridades, incluyendo a Alex Trebek, Andy Dick, Arnold Schwarzenegger, Ashton Kutcher, Bo Bice, Dane Cook, Felicity Huffman, Fidel Castro, Howard Dean, Howie Long, Kevin Federline, Mark Wahlberg, Matt Damon, Nick Lachey, Nick Nolte, Pat Sajak y a Ralph Nader.
En 2007 decidió no renovar su contrato para la 13.ª temporada de MADtv. Su contrato, al igual que la mayoría de los demás miembros de MADtv, era para cinco temporadas que estaba a punto de renovarse al concluir la 12.ª temporada del espectáculo. Barinholtz ha comentado que comenzó a ponerse "inquieto" y no vio la vista con algunos de los jefes de la MADtv sobre cómo se estaban tomando las decisiones.
En 2009, se desempeñó en el Chicago Improv Festival junto con el exmiembro de MADtv Jordan Peele. En 2012, Barinholtz realizó otro evento de Chicago Improv Festival con su hermano, Jon.
Ha trabajado frecuentemente con el cómico Dave Stassen, con quien también fue a la escuela secundaria. Coescribieron un piloto de SPIKE en el que Barinholtz también protagonizó, Mega Winner (Mega Ganador), y la película de 2016 Central Intelligence.

### Personajes
| Personaje                 | Sketch                  | Notas                                                        |
| ------------------------- | ----------------------- | ------------------------------------------------------------ |
| Adam Bice                 | QVC: Fábrica de Quacker |                                                              |
| Eli                       | El B.S.                 |                                                              |
| Astroman                  |                         |                                                              |
| Duncan Kruskal            | El Zorro de Plata       |                                                              |
| holandés                  | Abercrombie & Fitch     |                                                              |
| Jeffrey "Jeff" DeShazer   | Entrenador Hines        |                                                              |
| Marty                     | Perillas                |                                                              |
| Mitchel "Mitch" Ruffin    |                         |                                                              |
| Principal Lankenstein     | Entrenador Hines        | Es el director de la némesis de San Francisco y Coach Hines. |
| Roy Schenk                | Feuding Padres          |                                                              |
| Steven "Steve" Wellington |                         |                                                              |

### El proyecto Mindy
En 2012, Barinholtz comenzó a trabajar como escritor en The Mindy Project y fue lanzado como Enfermera Morgan Tookers.

## Vida personal
Barinholtz está casado con la cantante Erica Hanson, con quien tiene tres hijas. Su hermano menor Jon Barinholtz interpretó un personaje recurrente en la comedia NBC Superstore.
Barinholtz estaba rodando su película Blockers cuando sufrió un accidente durante un truco de caída. El accidente lo dejó con dos vértebras cervicales fracturadas en el cuello.

## Filmografía

### Películas
| Año  | Título                                                   | Función            | Notas                               |
| ---- | -------------------------------------------------------- | ------------------ | ----------------------------------- |
| 2001 | Abajo                                                    | Asistente Milligan |                                     |
| 2006 | Las aventuras del hombre guapo grande y su pequeño amigo | Bar Jerk           | Cortometraje                        |
| 2007 | Conejo azotado                                           | Joe                |                                     |
| 2007 | Fortuna retorcida                                        | Dave Armstrong     |                                     |
| 2008 | Meet the Spartans                                        | Varios             |                                     |
| 2008 | Disaster Movie                                           | Varios             |                                     |
| 2009 | Encogimiento                                             | Steve              | No acreditados                      |
| 2009 | Cerradura y rollo para siempre                           | Lomax              |                                     |
| 2010 | Cómo hacer el amor a una mujer                           | David              |                                     |
| 2010 | Vampires Suck                                            | Bobby White        | No acreditados                      |
| 2010 | Por el amor de Cristo                                    | Buster Chery       |                                     |
| 2013 | El personaje                                             | Pararrayos         | Cortometraje                        |
| 2013 | Inventando a Adam                                        | Telly              |                                     |
| 2014 | Neighbors                                                | Jimmy Blevins      |                                     |
| 2015 | Sisters                                                  | James              |                                     |
| 2016 | Neighbors 2: Sorority Rising                             | Jimmy Blevins      |                                     |
| 2016 | Angry Birds: la película                                 | Diminuto           | Solo voz                            |
| 2016 | Inteligencia Central                                     |                    | Solo escritor                       |
| 2016 | Escuadrón suicida                                        | Griggs             |                                     |
| 2016 | Cigüeñas                                                 | Cigüeña varias     | Solo voz                            |
| 2017 | Caracol                                                  | Jeffrey Middleton  |                                     |
| 2017 | Mark Felt: El hombre que derribó la casa blanca          | Angelo Lano        |                                     |
| 2017 | The Disaster Artist                                      | Sí mismo           | Cameo                               |
| 2017 | Brillante                                                | Pollard            |                                     |
| 2018 | Blockers                                                 | Hunter Lockwood    |                                     |
| 2018 | Canción de Back and Neck                                 | Enfermera          |                                     |
| 2018 | El juramento                                             | Chris Montana      | También escritor/productor/director |
| 2019 | Tarde en la noche                                        | Daniel Tennant     |                                     |
| 2019 | The Lego Movie 2: The Second Part                        | Lex Luthor         | Solo voz                            |
| 2020 | The Hunt                                                 | Staten Island      |                                     |
| 2021 | Moxie                                                    | Sr. Davies         |                                     |

### Televisión
| Año             | Título                                     | Función                                | Notas                                                                                  |
| --------------- | ------------------------------------------ | -------------------------------------- | -------------------------------------------------------------------------------------- |
| 2002–2007, 2016 | MADtv                                      | Varios personajes                      | 116 episodios                                                                          |
| 2005            | ¡E! Hollywood Hold'em                      | Sí mismo                               | Episodio: "Laura Prepon"                                                               |
| 2008            | Familia Guy                                | Dane Cook (voz)                        | Episodio: "Sueño con Jesús"                                                            |
| 2008–2009       | Rita Rocks                                 | Mosca                                  | 6 episodios                                                                            |
| 2010            | Malas hierbas                              | Daryl                                  | Episodio: "Fran Tarkenton"                                                             |
| 2010–2015       | La Liga                                    | Frank "El cuerpo" Gibiatti             | 4 episodios                                                                            |
| 2011            | Hospital de Niños                          | Peter Principles                       | Episodio: "Newsreader"                                                                 |
| 2012            | Hacia el este y hacia abajo                | Ivan Dochenko                          | 6 episodios                                                                            |
| 2012            | NTSF:SD:SUV                                | Maitre'D                               | Episodio: "Difícil"                                                                    |
| 2012            | Megaganador                                | Cliff Planker                          | Cine de televisión; también escritor y productor ejecutivo                             |
| 2012–2017       | El proyecto Mindy                          | Morgan Tookers                         | 115 episodios; también escritor y editor de historias ejecutivas                       |
| 2013            | Historia del Borracho                      | August Spies                           | Episodio: "Chicago"                                                                    |
| 2013            | ¡High School USA!                          | Cyber Bully (voz)                      | Episodio: "Bullies"                                                                    |
| 2013            | La sopa                                    | Sí mismo                               | Episodio de fecha 23 de octubre                                                        |
| 2013            | El Pete Holmes Show                        | Sí mismo                               | Episodio: "Ike Barinholtz"                                                             |
| 2013–2015       | Los Awesomes                               | Muscleman (voz)                        | 30 episodios                                                                           |
| 2014            | Espectáculo de Kroll                       | Espada de Zach                         | Episodio: "Oh Armond"                                                                  |
| 2014            | Chozen                                     | Cazador (voz)                          | 4 episodios                                                                            |
| 2014            | Casados                                    | Bruce                                  | Episodio: "La vieja fecha"                                                             |
| 2014            | Garfunkel y Oates                          | Primera puerta en el Director Correcto | Episodio: "Intercambio de cabello"                                                     |
| 2014            | @midnight                                  | Sí mismo                               | Episodio de fecha 8 de enero                                                           |
| 2014            | ¡Papá americano!                           | Desconocido (voz)                      | Episodio: "Ambición rubia"                                                             |
| 2016            | Animales.                                  | Alan (voz)                             | Episodio: "Palomas".                                                                   |
| 2017            | Amigos de College                          | Degrasso                               | 2 episodios                                                                            |
| 2017            | Neo Yokio                                  | Jeffrey (voz)                          | Episodio: "Hamptons Water Magic"                                                       |
| 2019            | Brooklyn Nine-Nine                         | Gintars Irbe                           | Episodio: "Gintars"                                                                    |
| 2019            | La zona crepuscular                        | Mike                                   | Episodio: "No todos los hombres"                                                       |
| 2019            | ¿Qué pasó? con Fred Savage                 | Sí mismo                               | Episodio: "Ascensor"                                                                   |
| 2019            | Vive en Frente de una audiencia de estudio | Michael Stivic                         | Episodio: "Norman Lear's All in the Family and The Jeffersons"                         |
| 2019–21         | Bendecir los Harts                         | Wayne Edwards (voz)                    | 34 episodios                                                                           |
| 2020            | ¿Quién quiere ser millonario?              | Sí mismo                               | Episodio: "En el asiento caliente: Anthony Anderson, Ike Baronholtz y Hannibal Buress" |
| 2020            | Asesinatos de Mapleworth                   | Richard Belt                           | 3 episodios                                                                            |
| 2021            | Chicago Party Aunt                         | Marca (voz)                            | 8 episodios; también productor ejecutivo                                               |
| 2022            | The Afterparty                             | Brett                                  | Próxima serie                                                                          |
| 2023            | White House Plumbers                       | Jeb Magruder                           |                                                                                        |

### Videojuegos
| Año  | Título                            | Papel de la voz | Notas |
| ---- | --------------------------------- | --------------- | ----- |
| 2016 | Llamada de Deber: Guerra Infinita | A.J.            |       |

## Premios y nominaciones
| Año  | Premio                                     | Categoría | Trabajo           | Resultado |
| ---- | ------------------------------------------ | --- | ----------------- | --------- |
| 2013 | Premio Asociación de Escritores de América | Nueva serie compartida con Jeremy Bronson, Linwood Boomer, Adam Countee, Harper Dill, Mindy Kaling, Chris McKenna, B.J. Novak, David Stassen y Matt Warburton | El proyecto Mindy |           |